# Súr (vezér)
Súr (? – Regensburg, 955. augusztus 15.
) a 10. század közepén a kalandozó magyarok egyik hadvezére volt. Egyik vezetője volt az augsburgi csatában vereséget szenvedett magyar seregnek, ami után hazatérőben fogságba esett és Regensburgban felakasztották. Súr neve a csor régi török méltóságnévből ered.
Nem tudjuk, hogy Árpád leszármazottja volt-e, de a Jelek ágbeli Lél és Jutocsa fia Falicsi köréhez tartozott.
Lehet, hogy egy nyugat-dunántúli törzs feje és a később Sopron vármegye területén birtokos Osl nemzetség őse volt.
955-ben a bajor urak fellázadtak I. Ottó német király ellen, magyar segítséget kértek, akik Bulcsú, Lél és Súr vezetésével érkeztek zsákmány és az évek óta szünetelő adóztatás felújítása reményében. A magyar sereg Augsburg mellett döntő vereséget szenvedett, a hazatérő magyar vezéreket elfogták és felakasztották Regensburgban.
Ióannész Szkülitzész bizánci történetíró szerint Bulcsút Ottó király karóba húzatta, de ez egy másfél évszázaddal későbbi közlés, Widukind és Augsburgi Gerhard szerint I. Henrik bajor herceg felakasztatta.